# Telipogon saraguroensis
Telipogon saraguroensis är en orkidéart som beskrevs av Dodson och Ed.Sánchez. Telipogon saraguroensis ingår i släktet Telipogon och familjen orkidéer.
Artens utbredningsområde är Ecuador. Inga underarter finns listade i Catalogue of Life.